# Calydorea
Calydorea es un pequeño género de plantas bulbosas de la familia Iridaceae nativo de América.  

## Descripción
Se trata de plantas pequeñas, con bulbo tunicado, con túnicas papiráceas, hojas lineares, canaliculadas, que sobrepasan a las flores en altura. Las flores son actinomorfas, hermafroditas y presentan dos brácteas foliáceas y verdosas en la base. Los tépalos son subiguales, elípticos o lanceolados, de color blanco, amarillo, celeste o violeta,  dependiendo de la especie considerada. Los 3 estambres son libres, el ovario es ínfero y las ramas del estilo son cortas con ápices simples, obtusos a emarginados. El fruto es una cápsula indehiscente, ovoide a oblonga, cartilaginosa, con el ápice truncado, rodeada por las brácteas. Las semillas son prismáticas y de color marrón. El número cromosómico básico es x=7.

## Distribución
Comprende unas 10 especies distribuidas desde el sur de Estados Unidos hasta Chile y Argentina. Los especialistas en taxonomía de esta familia han considerado que los géneros Salpingostylis (nativo de  Florida), Cardiostigma  (originario de México) e Itysa (de Venezuela) no presentan diferencias tan marcadas que justifiquen su separación, por lo que todos ellos han sido incluidos dentro del género Calydorea.

## Especies
1. Calydorea alba Roitman & A.Castillo, Bol. Soc. Argent. Bot. 40: 311 (2005). Uruguay.
2. Calydorea amabilis (Ravenna) Goldblatt & Henrich, Ann. Missouri Bot. Gard. 78: 511 (1991). Southern Brazil to North Eastern Argentina. (Syn.: Catila amabilis Ravenna)
3. Calydorea approximata R.C.Foster, Contr. Gray Herb. 155: 46 (1945). Bolivia to North Eastern Argentina.
4. Calydorea azurea Klatt, Abh. Naturf. Ges. Halle 15: 387 (1882). Bolivia to Uruguay.
5. Calydorea basaltica Ravenna, Onira 10: 40 (2005). Brazil (Paraná).
6. Calydorea bifida Ravenna, Onira 9: 23 (2003). Chile (Maule).
7. Calydorea campestris (Klatt) Baker, J. Bot. 14: 187 (1876). Brazil to Bolivia.
8. Calydorea chilensis Muñoz-Schick, Gayana, Bot. 60: 104 (2003). Chile (Maule).
9. Calydorea cipuroides Klatt, Abh. Naturf. Ges. Halle 15: 387 (1882). Colombia to Venezuela.
10. Calydorea crocoides Ravenna, Bol. Soc. Argent. Bot. 10: 311 (1965). South Eastern and Southern Brazil.
11. Calydorea gardneri Baker, J. Bot. 14: 188 (1876). Brazil (Piauí, Mato Grosso).
12. Calydorea longipes Ravenna, Onira 10: 41 (2005). Brazil (Paraná).
13. Calydorea longispatha (Herb.) Baker, J. Bot. 14: 188 (1876). Central and South Western Mexico.
14. Calydorea luteola (Klatt) Baker, J. Bot. 14: 188 (1876). S. Brazil.
15. Calydorea mexicana (R.C.Foster) Goldblatt & Henrich, Ann. Missouri Bot. Gard. 78: 510 (1991). Mexico (Mexico State).
16. Calydorea minima Roitman & J.A.Castillo, Bol. Soc. Argent. Bot. 42: 321 (2007). Paraguay to Argentina (Corrientes Province).
17. Calydorea nuda (Herb.) Baker, J. Bot. 14: 188 (1876). Uruguay.
18. Calydorea pallens Griseb., Abh. Königl. Ges. Wiss. Göttingen 24: 324 (1879). Northern Argentina.
19. Calydorea undulata Ravenna, Onira 6: 14 (2001). Argentina (Córdoba).
20. Calydorea venezolensis (Ravenna) Goldblatt & Henrich, Ann. Missouri Bot. Gard. 78: 511 (1991). Venezuela. (syn.: Itysa venezolensis Ravenna)
21. Calydorea xyphioides (Poepp.) Espinosa, Revista Chilena Hist. Nat. 26: 18 (1922). Central Chile.